# کی لیناکر
مری کاترین لیناکر (زاده ۱۹ ژوئیه ۱۹۱۳ – درگذشته ۱۸ آوریل ۲۰۰۸) یک هنرپیشه و فیلمنامه‌نویس آمریکایی بود که در دهه‌های ۱۹۳۰ و ۱۹۴۰ در بسیاری از فیلم درجه ب ظاهر شد. اوج درخشش او در فیلم کیتی فویل (۱۹۴۰) با بازی جینجر راجرز است. لیناکر از نام متأهل خود (کیت فیلیپس) به عنوان فیلمنامه‌نویس، به ویژه برای فیلم توده (۱۹۵۸) استفاده کرد.

## پیشینه
لیناکر در پاین بلوف، آرکانزاس به دنیا آمد و از یک مدرسه خصوصی در کانکتیکات و از دانشگاه نیویورک فارغ‌التحصیل شد. او در آکادمی هنرهای دراماتیک آمریکا نیز تحصیل کرده‌است.
لیناکر قبل از امضای قرارداد فیلم با برادران وارنر، در تئاتر برادوی نقش‌های مکمل را ایفا کرد. آثار او در برادوی شامل هر مردی برای خودش (۱۹۴۰) و ارکیده دیروز (۱۹۳۴) بود. او برای مدت کوتاهی نام خود را به لین آکر تغییر داد، اما او به زودی آن نام را حذف کرد. بیشتر کارهای سینمایی‌اش او را در نقش‌های محدودی بازی می‌کرد و یکی از نقش‌های اصلی او در فیلم دختری از ماندالی (۱۹۳۶) بود.

## زندگی شخصی
لیناکر - در 9 ژوئن 1953، در بدفورد، نیویورک - با هاوارد بارون فیلیپس (1909-1985) ازدواج کرد که در ابتدا یک باریتون و نویسنده بود اما بعداً به عنوان مدیر اجرایی با تلویزیون NBC کار کرد.  در دسامبر 1936، حدود یک سال، فیلیپس با ری نوبل با نام مستعار هاوارد بری آواز خواند.

## پس از بازیگری
لیناکر از دهه 1960 تا زمان مرگش، بیشتر وقت خود را صرف حمایت از کودکان مدرسه ملی همپشایر در ریندج، نیوهمپشایر کرد. لیناکر سال‌ها به عنوان معلم انگلیسی و مربی نمایشنامه در یک مدرسه خصوصی بسیار کوچک خدمت کرد. در ۱۸ آوریل ۲۰۰۸، لیناکر در کین، نیوهمپشایر درگذشت.